# Озургетський муніципалітет
Озургетський муніципалітет (до 1990 року — Махарадзевський район; груз. ოზურგეთის მუნიციპალიტეტი ozurgetis municipʼalitʼetʼi) — муніципалітет у Грузії, що входить до складу краю Гурія. Знаходиться на південному заході Грузії. Адміністративний центр — Озургеті (до 1990 року — Махарадзе).

## Історія
Територія муніципалітету становила одну з частин Гурійського князівства, у складі якого 1810 року перейшла під протекторат Росії, а потім, у 1829 році цілком увійшла до її складу.
1840 року утворюється Гурійський повіт з центром в Озургеті у складі Грузино-Імеретінської губернії. У 1846 році ця губернія розформовується і Гурійський повіт опиняється у Кутаїській губернії. Це становище зберігається аж до 1918 року. 1918 року Гурія входить до складу Грузинської демократичної республіки, що проіснувала до березня 1921 року.
Первинно після утворення Грузинської радянської республіки (пізніше РСР Грузія) зберігається Гурійський повіт, який 1930 року розділяється на 3 райони, в тому числі Махарадзевський (нині Озургетський). Місто Озургеті 1929—1991 роках мало назву Махарадзе.
У 1995 році Озургетський район включається до складу створеного Гурійського краю. У 2006 році Озургетський район перейменовано на Озургетський муніципалітет.

## Населення
Населення муніципалітету за даними останнього перепису 2014 року склало 62 863 чол.

## Адміністративний поділ
Територія муніципалітету розділена на 29 сакребуло:
- 1 міське (kalakis) сакребуло: Озургеті
- 4 селищних (dabis) сакребуло: Лаїтурі, Наруджа, Урекі, Кведа-Насакіралі
- 20 громадських (temis) сакребуло
- 4 сільських (soplis) сакребуло: Тхінвалі, Мелекедурі, Озургеті, Сілаурі.

## Список населених пунктів
До складу муніципалітету входить 75 населених пункти, в тому числі 1 місто, 4 селища міського типу й 70 сіл.
- Озургеті (груз. ოზურგეთი)
- Аскана (груз. ასკანა)
- Ахалсофелі (груз. ახალსოფელი)
- Ачі (груз. აჭი)
- Багдаді (груз. ბაღდადი)
- Баїлеті (груз. ბაილეთი)
- Богілі (груз. ბოგილი)
- Бохваурі (груз. ბოხვაური)
- Ваке (груз. ვაკე)
- Вакіджварі (груз. ვაკიჯვარი)
- Ваніскеді (груз. ვანისქედი)
- Ваштіалі (груз. ვაშტიალი)
- Гагма-Двабзу (груз. გაღმა დვაბზუ)
- Гантіаді (груз. განთიადი)
- Гогієті (груз. გოგიეთი)
- Гомі (груз. გომი)
- Гонебіскарі (груз. გონებისკარი)
- Гуріанта (груз. გურიანთა)
- Дабалі-Ецері (груз. დაბალი ეწერი)
- Двабзу (груз. დვაბზუ)
- Джуматі (груз. ჯუმათი)
- Дзіріджуматі (груз. ძირიჯუმათი)
- Жанаура (груз. ჟანაურა)
- Зеда-Бахві (груз. ზედა ბახვი)
- Зеда-Дзіміті (груз. ზედა ძიმითი)
- Зеда-Учхубі (груз. ზედა უჩხუბი)
- Зедубані (груз. ზედუბანი)
- Земо-Макванеті (груз. ზემო მაკვანეთი)
- Земо-Натанебі (груз. ზემო ნატანები)
- Іанеті (груз. იანეთი)
- Какуті (груз. ქაქუთი)
- Квачалаті (груз. კვაჭალათი)
- Кведа-Бахві (груз. ქვედა ბახვი)
- Кведа-Дзіміті (груз. ქვედა ძიმითი)
- Кведа-Насакіралі (груз. ქვედა ნასაკირალი) — смт
- Квемо-Макванеті (груз. ქვემო მაკვანეთი)
- Квемо-Натанебі (груз. ქვემო ნატანები)
- Квірікеті (груз. კვირიკეთი)
- Кончкаті (груз. კონჭკათი)
- Лаїтурі (груз. ლაითური) — смт
- Ліхаурі (груз. ლიხაური)
- Магалі-Ецері (груз. მაღალი ეწერი)
- Мелекедурі (груз. მელექედური)
- Меріа (груз. მერია)
- Мзіані (груз. მზიანი)
- Моцвнарі (груз. მოცვნარი)
- Мтіспірі (груз. მთისპირი)
- Мшвідобаурі (груз. მშვიდობაური)
- Нагобілеві (груз. ნაღობილევი)
- Нагомарі (груз. ნაგომარი)
- Наруджа (груз. ნარუჯა) — смт
- Насакіралі (груз. ნასაკირალი)
- Ніабаурі (груз. ნიაბაური)
- Озургеті (груз. ოზურგეთი)
- Окроскеді (груз. ოქროსქედი)
- Окроскеді (груз. ოქროსქედი)
- Орметі (груз. ორმეთი)
- Пампалеті (груз. ფამფალეთი)
- Сілаурі (груз. სილაური)
- Тхінвалі (груз. თხინვალი)
- Уканава (груз. უკანავა)
- Урекі (груз. ურეკი) — смт
- Хварбеті (груз. ხვარბეთი)
- Хріалеті (груз. ხრიალეთი)
- Цителмта (груз. წითელმთა)
- Цихісперді (груз. ციხისფერდი)
- Цхемлісхіді (груз. ცხემლისხიდი)
- Чала (груз. ჭალა)
- Чанієті (груз. ჭანიეთი)
- Чанієтурі (груз. ჭანიეთური)
- Чахвата (груз. ჭახვათა)
- Шекветілі (груз. შეკვეთილი)
- Шемокмеді (груз. შემოქმედი)
- Шрома (груз. შრომა)
- Шуа-Існарі (груз. შუა ისნარი)